# Abanico renano

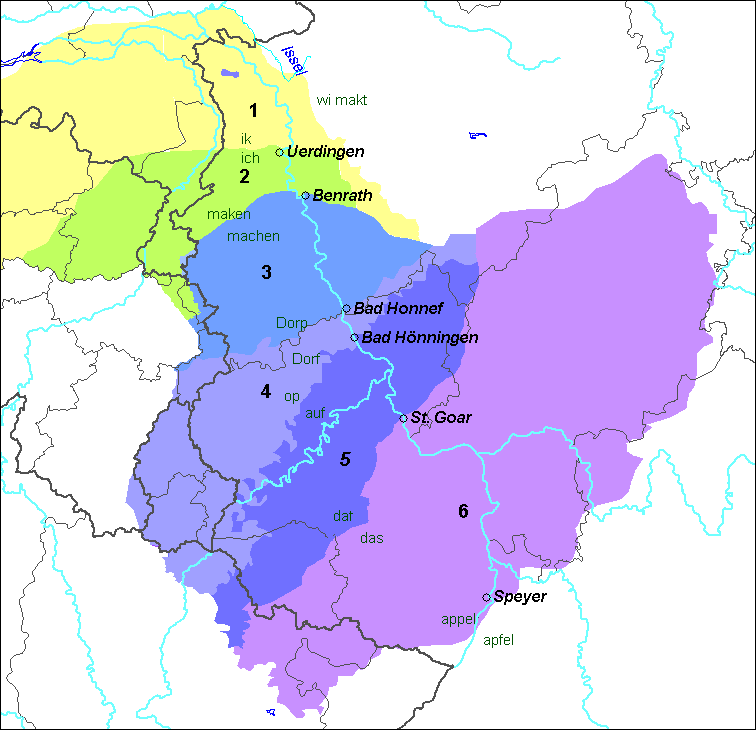
Principales grupos dialectales del abanico renano:
1. bajofranconio
2. limburgués
3. fráncico ripuario
4. fráncico moselano (norte)
5. fráncico moselano (sur)
6. fráncico renano

El abanico renano (en alemán: Rheinischer Fächer; en neerlandés: Rijnlandse waaier) es una amplia área de transición lingüística de los dialectos del alemán central occidental (Westmitteldeutsch) que forman varios continuos dialectales. Siendo variedades del altogermánico (más concretamente el centrooccidental), divididas con arreglo a su mutación consonántica, se incluyen en dicha área al menos ocho isoglosas – todas recibiendo nombres de sitios a lo largo del río Rin.

## Dialectos y distribución
El abanico renano abarca los dialectos bajofranconios (o bajofráncicos) del Bajo Rin, los fráncicos ripuarios, los fráncicos moselanos y hasta los fráncicos renanos (aunque no los demás del fráncico lorenés).  
Se extiende de norte a sur, desde Uerdingen, Düsseldorf-Benrath, Colonia, Bonn, Bad Honnef, Linz am Rhein, Bad Hönningen, Coblenza y Sankt Goar hasta Espira, cubriendo el total de los territorios del Bajo Rin, las tierras bajas de Colonia, el Eifel y las cordilleras de Westerwald y Hunsrück.
Los dialectos ripuarios y los que se hablan al sur del abanico renano se consideran en gran parte variantes del altogermánico central (o alemán central). Al mismo tiempo, cuanto más al norte se ubica un dialecto en el abanico, más similitudes comparte con el bajo alemán o el bajo fráncico. La línea de flexión plural, la isoglosa más septentrional del abanico renano, es la frontera lingüística con Westfalia.
Las isoglosas del abanico renano se extienden a grandes rasgos de oeste a este, fusionándose gradualmente en el alemán centroriental (Ostmitteldeutsch), más concretamente el turingio, que, al no contar con lenguas fráncicas, ofrece un sistema más sencillo de clasificación lingüística que el abanico renano.